# Église Sainte-Rosalie
Pour les articles homonymes, voir Rosalie et Rosalie (prénom).
L’église Sainte-Rosalie est située à Paris au carrefour du boulevard Auguste-Blanqui (au numéro 50) et de la rue Corvisart dans le 13e arrondissement de Paris. Elle est ainsi nommée en l’honneur de sainte Rosalie de Palerme, patronne de sœur Rosalie (1786-1856), qui a donné son nom à la courte avenue de la Sœur-Rosalie donnant place d’Italie, et qui fut des années durant au service du petit peuple du quartier, dans la première moitié du XIXe siècle.

## Histoire
Une première chapelle dédiée à sainte Rosalie de Palerme est édifiée au 21-27 rue de Gentilly (actuellement rue Abel-Hovelacque), avec l'instauration d'un patronage pour jeunes garçons et jeunes filles. Ces initiatives sont celles de l'abbé Le Rebours (1822-1894), fils d’Ambroise François Hippolyte et d’Élisabeth Françoise Vilain, futur curé de l'église de la Madeleine, en souvenir de la sœur Rosalie (Jeanne Marie Rendu) de la congrégation des Filles de la charité de Saint-Vincent-de-Paul. Cette chapelle est confiée aux prêtres Lazariste. L’ensemble est exproprié en 1867 pour le percement de la nouvelle avenue de la Sœur-Rosalie.

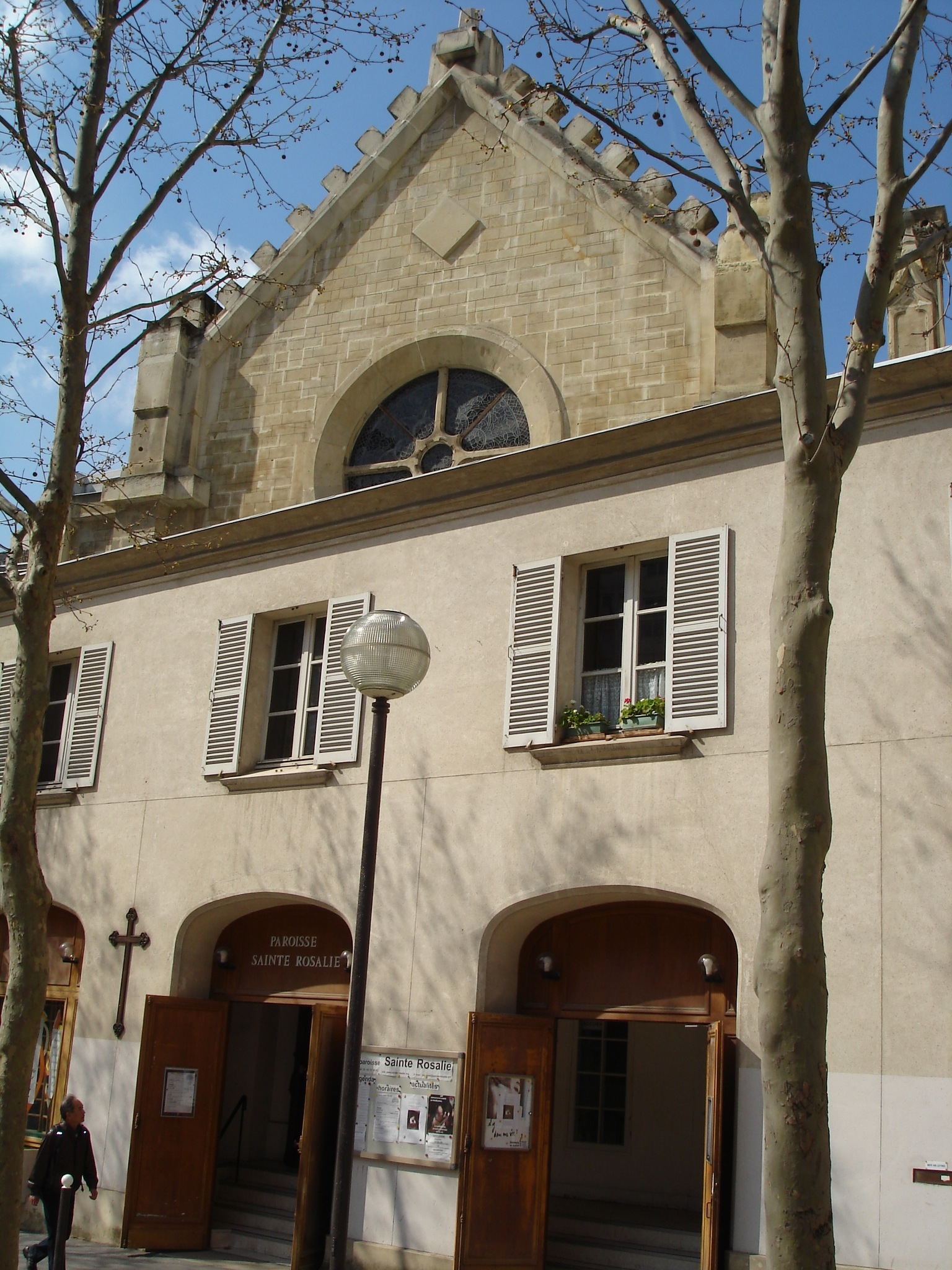
Façade et entrée de l'église..

Une nouvelle chapelle est alors construite en bordure nord du boulevard Auguste-Blanqui avec les indemnités d’expropriation, mais celles-ci ne permettent pas de mener à bien comme prévu son achèvement : certaines colonnes n’ont pas pu être ciselées comme les autres, et le clocher est resté à l’état de projet. Elle reste dédiée à sainte Rosalie de Palerme, sœur Rosalie étant représentée sur le vitrail du chœur.
Le 29 septembre 1963, la chapelle Sainte-Rosalie devient l’église Sainte-Rosalie et le père Georges Allain, Lazariste, est nommé premier curé de la paroisse. En 1971, la paroisse est confiée aux prêtres diocésains.
En 1985, l’église a fait l’objet d'une restauration complète. En 2012, le narthex a été renouvelé, en supprimant deux travées de la nef.
Une rénovation de l'intérieur de l'église a été décidée en 2019 qui s'est achevée par la consécration du nouvel autel par Mgr Michel Aupetit le 22 décembre de la même année. Des reliques de la bienheureuse Rosalie Rendu ont été déposées dans l'Autel (christianisme).

## Galerie

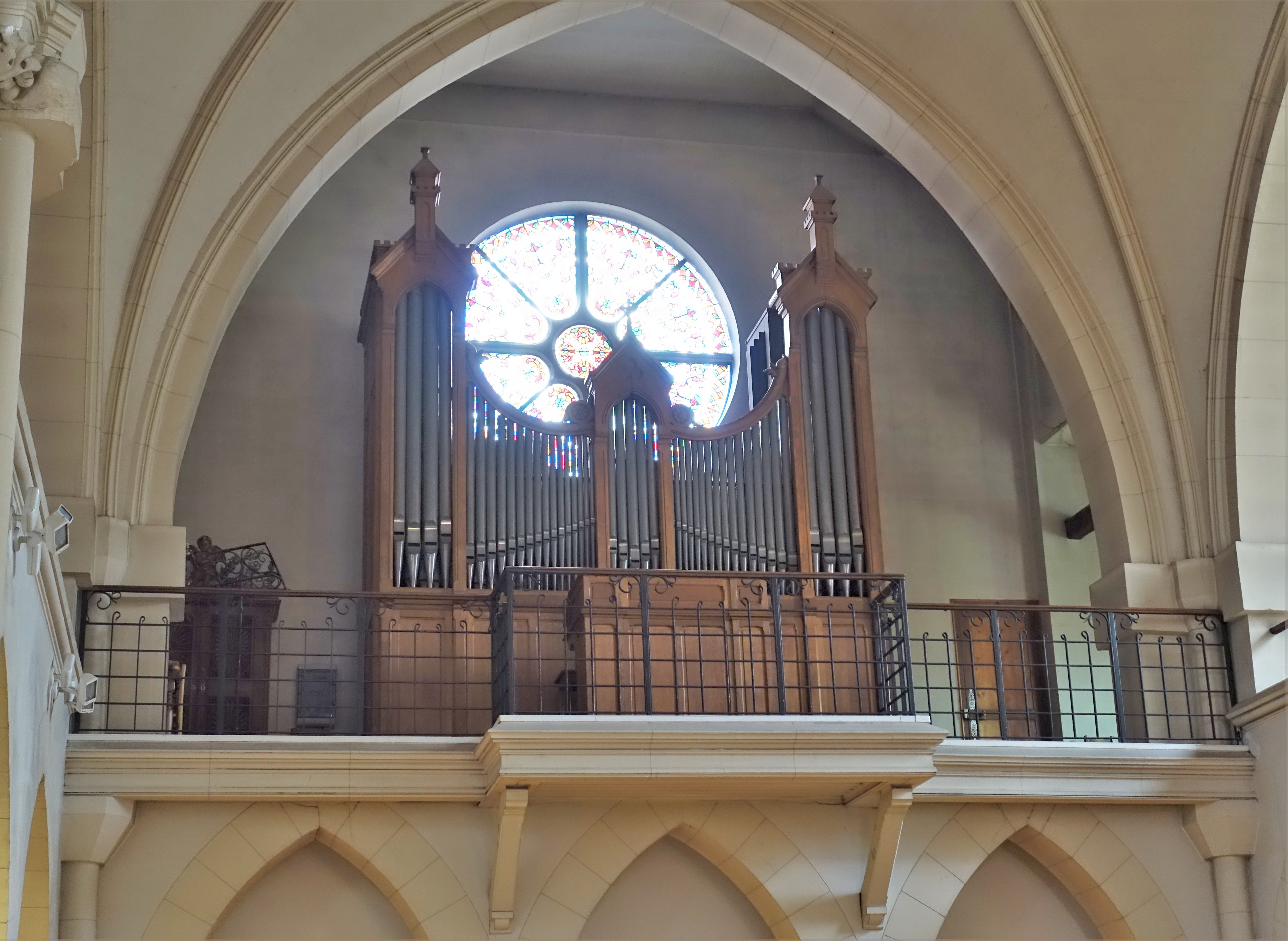
L'orgue de tribune.

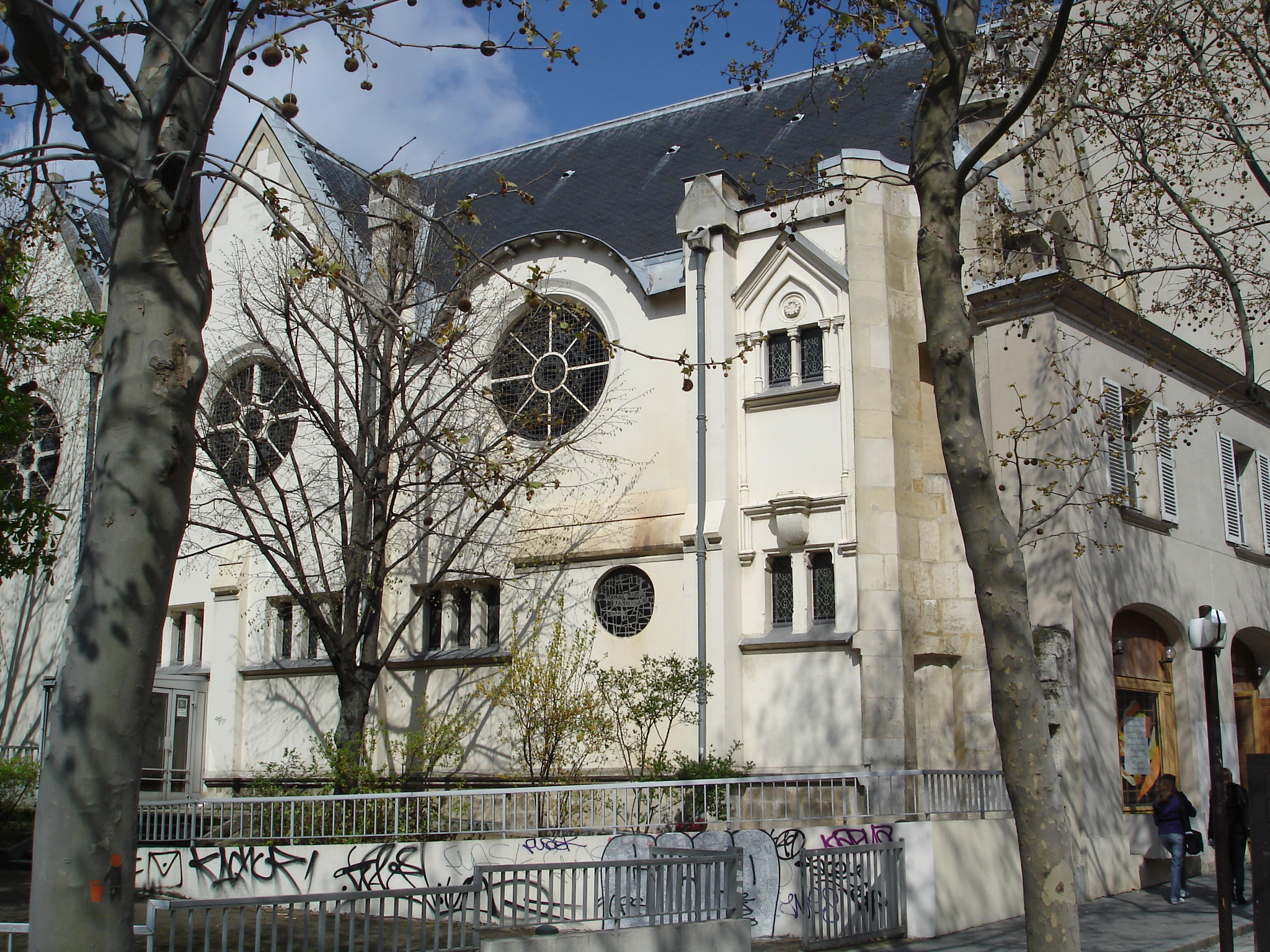
L'église Sainte-Rosalie, façade latérale gauche.
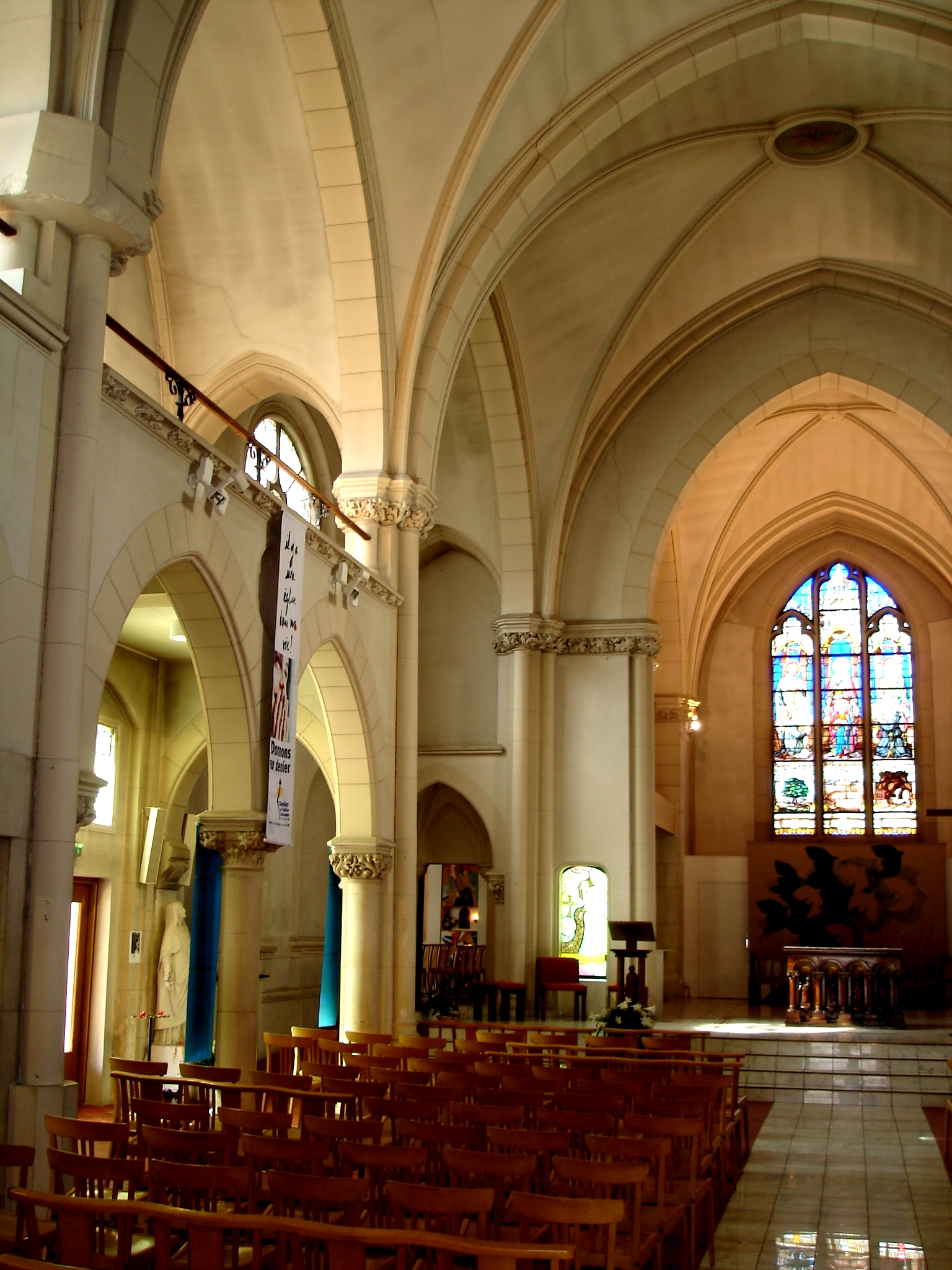
La nef et le chœur.
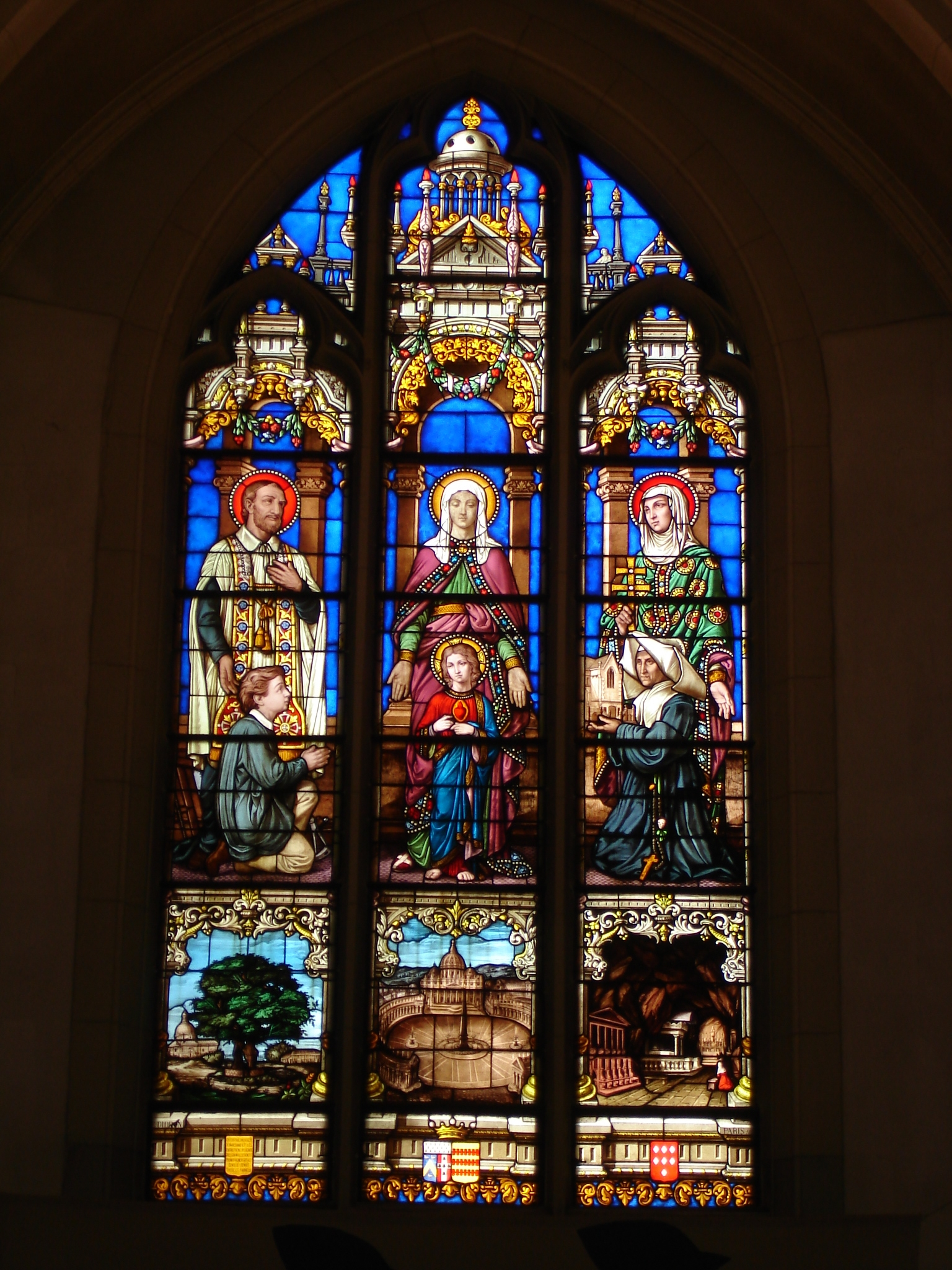
Vitrail dans le chœur de l'église.
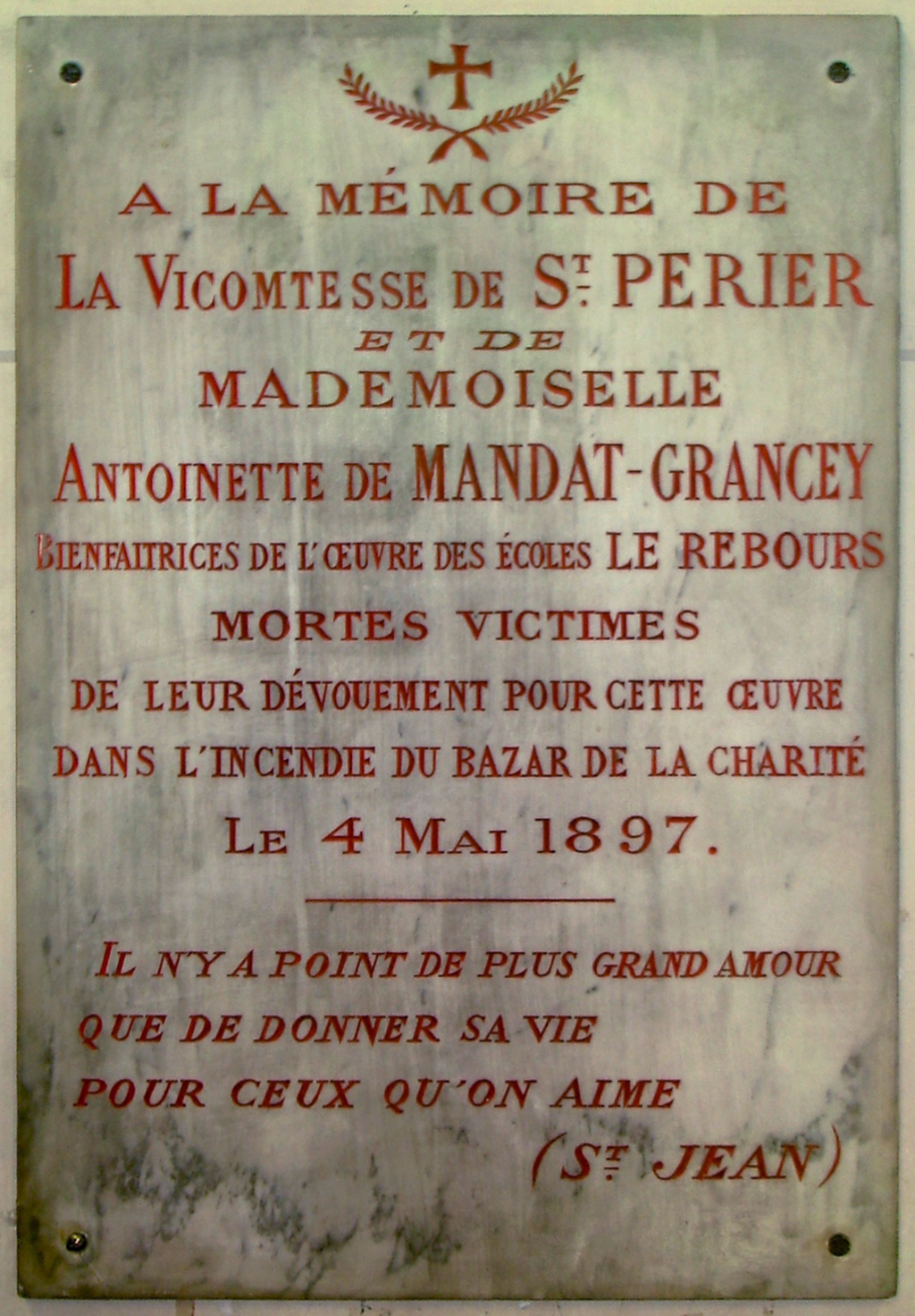
Plaque commémorative.

## L'orgue
L'église Sainte-Rosalie possède un orgue de 1900 construit par Charles Mutin, repreneur de la maison Cavaillé-Coll ; il est situé derrière la rosace de la façade. Depuis le 1er septembre 1995, l'organiste titulaire est le compositeur  Olivier Willemin.